# Prnjavor (miasto Šabac)
Prnjavor (cyr. Прњавор) – wieś w Serbii, w okręgu maczwańskim, w mieście Šabac. W 2011 roku liczyła 3931 mieszkańców.